# Eopenthes longicollis
Eopenthes longicollis är en skalbaggsart som beskrevs av Sharp 1908. Eopenthes longicollis ingår i släktet Eopenthes och familjen knäppare. Inga underarter finns listade i Catalogue of Life.